# 尼伯龙根的指环

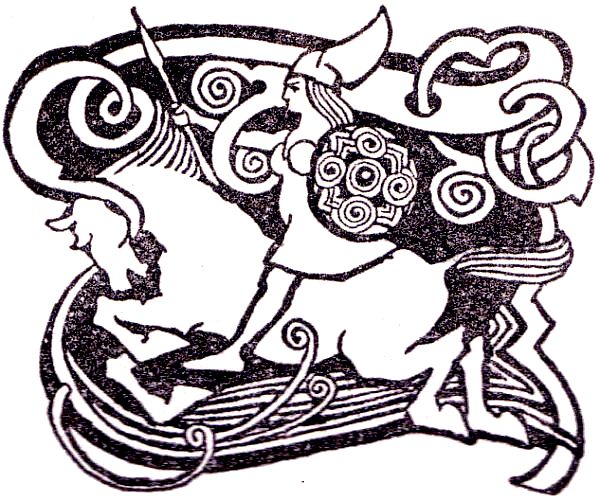
女武神，藝術家亚瑟·拉克姆 （1912年）

《尼伯龙根的指环》（德語：Der Ring des Nibelungen，意为「尼伯龙人的指环」），是一個由四部歌劇組成的系列作品，由華格納作曲及編劇，整部劇自1848年開始創作，直至1874年完成，歷時共26年。創作靈感來自北歐神話《諸神黃昏》及日爾曼敘事詩《尼伯龍根之歌》內的故事及人物，特別是冰島家族薩迦史詩 （Icelanders' sagas，冰島歷史英雄故事散文）。

## 神話背景
尼伯龍根的指環改編自德國中世紀敘事詩《尼伯龍根之歌》，後者則取材自北歐神話《沃爾松格傳說》。北歐神話與其他神話不同，神明通常不是全能、所向無敵的，他們的能力多有一定的限制，本身也要面臨滅亡的命運。在指環一劇的最終幕《諸神的黃昏》中就體現了這一萬物同歸於盡、轉換新生的思想。
尼伯龍之名出自於東日爾曼人的勃艮第部落，當地的王族一般被稱為尼伯龍，不過在此歌劇裡尼伯龍卻意為「矮人」。劇中矮人阿爾貝里希用偷來的萊茵河黃金鑄造了具有統治世界魔力的指環，故事亦圍繞該寶物展開。

## 創作歷程
起初，華格納在整理尼伯龍根之歌後打算將其改編成歌劇，卻招致許多質疑，多數人認為如此龐大的腳本難以配樂。華格納先選取了故事的一部分創作歌劇《齊格菲之死》（Siegfrieds Tod），該劇為後來第四部份《诸神的黄昏》的前身，該作以布倫希爾德引齊格菲進入瓦爾哈拉天宮作為結局。
不久後，華格纳覺得不滿意，認為該劇缺乏更深一層的倫理內涵，無法在劇院裡演出。他將諸神黃昏改成富含深奧玄學色彩的結局，並續寫了《青年齊格菲》（Der junge Siegfried），即後來第三部分《齊格菲》的原型。之後華格纳又追加了《女武神》及序劇《萊茵的黃金》兩個部分。
由於《尼伯龍根指環》總譜漫長的創作期，華格納的贊助人路德維希二世要求他先行演出已完成的部分。1869年《萊茵的黃金》首演，另三部歌劇亦陸續單獨演出。直到1876年拜罗伊特音乐节前夕，《指環》的總譜才總算完成。

## 作品內容
《尼伯龍根的指環》共由四部歌劇組成，亦被華格納稱為“一部为三日而作的舞台节日剧及一个序夜”（ein Bühnenfestspiel für drei Tage Und einen Vorabend），包括：
- 序夜：《莱茵的黄金》 （Das Rheingold），共一幕四景。
- 第一日 ：《女武神》　（Die Walküre），共三幕。
- 第二日 ：《齊格飛》 ，共三幕。
- 第三日 ：《诸神的黄昏》 （Götterdämmerung），共三幕。

### 各部歌劇劇情介紹

#### 第一部：《萊茵的黃金》
萊茵河底有萊茵少女守護的黃金，如鑄成指環即可統治世界，但只有棄絕愛的人才能做到。尼伯龍人侏儒阿爾貝里希（Alberich）追求莱茵少女不成，反被調戲，憤而把爱詛咒，奪得黃金鑄成指環，并奴役其他尼伯龙人为其挖掘财宝。眾神之王沃坦（Wotan）讓巨人法索爾特與法夫納建造瓦爾哈拉宮殿，并许以愛之女神弗萊婭作为报酬，但本想借火神洛格的诡计而赖账。巨人们强行带走弗萊婭，但提出可以用尼伯龙人的财宝作为交换。沃坦与洛格于是用計奪走财宝与指環，悲愤的阿爾貝里希于是把指环詛咒。沃坦将财宝交给巨人后，本不愿交出指环，但大地女神埃尔达突然出现，警告他指环会带来毁灭。沃坦交出指环后，果然巨人兄弟為指環毆鬥，法索爾特被法夫納所殺。沃坦在担忧中带领众神进入瓦尔哈拉，不顾莱茵少女们悲切的呼喊。

#### 第二部：《女武神》
瓦尔松人齊格蒙德（Siegmund）受人追擊，帶傷躲進齊格琳德（Sieglinde）家。齊格琳德的丈夫洪丁發覺齊格蒙德是仇敵，約次日決戰。齊格蒙德和齊格琳德愛上彼此，同时認出彼此是沃坦所生的孿生兄妹，并拔出沃坦留在树干中的宝剑诺通（Notung）后私奔。沃坦命令他与埃尔达之女，女武神布倫希爾德（Brunnhilde）协助齊格蒙德击败洪丁，以让齐格蒙德用诺通杀死法夫纳，夺回指环并还给莱茵少女。但沃坦之妻弗麗卡卻点破沃坦的计划，称其只是在自欺欺人。沃坦屈從於弗麗卡，令布伦希尔德在战斗中杀死齊格蒙德。布伦希尔德为瓦尔松兄妹的爱所感动，决定违抗沃坦的旨意。但沃坦亲自出现在战场，折断了诺通，并杀死齐格蒙德。布倫希爾德將懷孕的齊格琳德与折断的诺通从战场带走，并嘱咐她保护好腹中的孩子，因为那会是最圣洁的英雄——齐格弗里德。齐格琳德独自前往东方的野林，而布伦希尔德因抗命而受罰，沉睡在烈火山崖，但沃坦答应只有最圣洁的英雄才能穿越火焰唤醒她。

#### 第三部：《齊格菲》
齊格琳德生下一子齊格菲（Siegfried）後去世，這個兒子為阿爾貝里希的兄弟米梅（Mime）撫養長大。齊格菲鑄成寶劍，刺死已化為巨龍的法夫納，根據林中鳥的指示取得了指環，殺了心懷不軌的米梅，並穿越烈火喚醒了布倫希爾德，娶她為妻。

#### 第四部：《諸神的黃昏》
命運三女神編織的「命運之索」突然斷裂，預示諸神即將毀滅。齊格菲把指環交給布倫希爾德作為信物，自己出外探索。阿爾貝里希之子哈根向貢特爾國王兄妹進言，說布倫希爾德和齊格菲是兄妹倆的理想結婚對象，並設計讓齊格菲喝下遺忘藥酒。齊格菲忘卻前事，搶走布倫希爾德的指環並將她獻給貢特爾。憤怒的布倫希爾德將齊格菲的弱點告訴了哈根。哈根刺殺齊格菲和貢特爾，欲搶奪指環。布倫希爾德从莱茵少女处得知了事情的原委，將丈夫火葬，自己戴上指環一同殉身。萊茵河氾濫，哈根試圖搶回指環，被萊茵少女拖入水底，指環物歸原主。大火將瓦爾哈拉神殿吞噬。

## 作品特色
在華格納的理解中，文字與音樂兩者應作為統一的一體呈現，他創作時首重聽眾觀劇的“感覺”，在角色對白的創作中運用了頭韻法，一方面以簡單直白的短句表達“意味深長”的內涵、另一方面又使文字本身富有韻律和可唱性。
在音樂部分，華格納採用二百多個主導動機貫穿全劇，為每種小高潮都配上了一小段特定的和弦、節奏。在這之中，他在表達角色“內心思想”的回憶動機（德語：Erinnerungsmotiv，即內在動機）時，更是使用了多達百餘種的旋律，以明、暗兩條線來推進劇情的發展。而在樂器的使用上，他大量採用華格納低音號、低音小號、倍低音長號等當代的新樂器，最終成功地創作了前所未有的歌劇。

## 首演

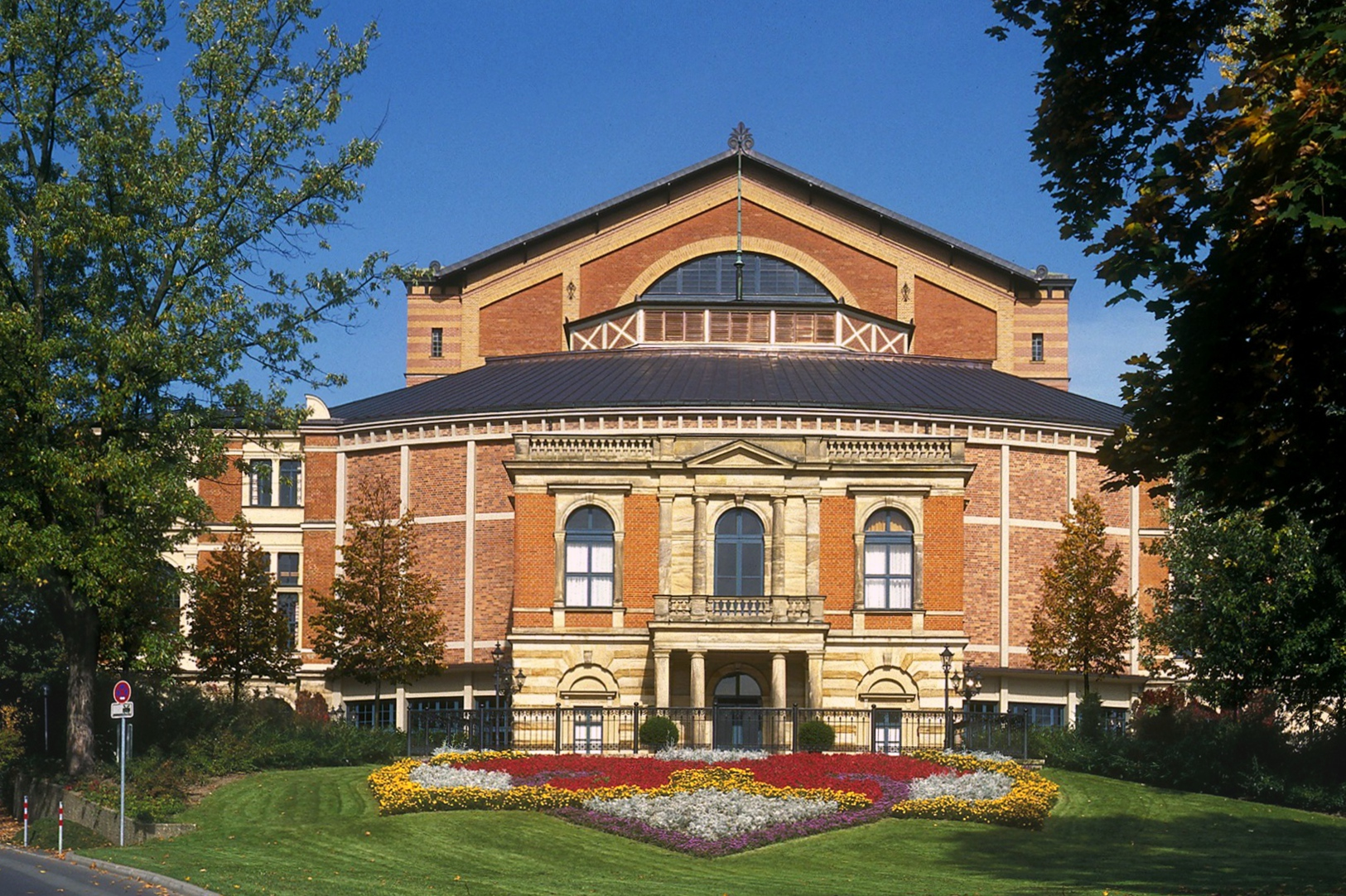
拜罗伊特节日剧院，尼伯龍根的指環首演處

由於華格納的歌劇樂隊編制龐大，所選擇的歌手在音量音色和強度方面都有特別要求，同時還需要採用一些極端措施保證聆聽效果，故華格纳的崇拜者，巴伐利亞國王路德維希二世為他的《指環》能夠上演特別出資建造拜罗伊特节日剧院（又名節日劇院，1872年5月22日動土興建，歷時兩年多，於1875年竣工），其設計專為配合華格納的要求，它將樂池沉降得更深，最嘹亮的銅管樂器放在最深處，離指揮很遠，遠遠低於舞台上的歌手。
1876年8月，《指環》全劇於節日劇院首演，分四天上演，共演出兩次，從每天下午4點開始一直持續到深夜，首演的指揮是漢斯‧里希特。演出盛況空前，幾乎整個歐洲的音樂人士都齊聚這個美因河邊的小鎮拜羅伊特，甚至到了當地發生食物短缺的程度。

### 原始文獻
- John Deathridge/Martin Geck/Egon Voss, Wagner Werk-Verzeichnis. Verzeichnis der musikalischen Werke Richard Wagners und ihrer Quellen, Mainz (Schott) 1986.
- Richard Wagner, Das Rheingold,  首版總譜, Mainz (Schott) 1876.
- Richard Wagner, Die Walküre,  首版總譜, Mainz (Schott) 1876.
- Richard Wagner, Siegfried,  首版總譜, Mainz (Schott) 1876.
- Richard Wagner, Götterdämmerung,  首版總譜, Mainz (Schott) 1876.
- Richard Wagner, Das Rheingold, WWV 89A,  歷史評註版,  ed. Egon Voss, 2 voll., Mainz (Schott) 1988/1989.
- Richard Wagner, Die Walküre, WWV 89B,  歷史評註版,  ed. Christa Jost, 3 voll., Mainz (Schott) 2002/2004/2005.
- Richard Wagner, Siegfried, WWV 89C,  歷史評註版,  edd. Annette Oppermann,  Klaus Döge & Egon Voss, 3 voll., Mainz (Schott) 2006/2008/2014.
- Richard Wagner, Götterdämmerung, WWV 89D,  歷史評註版,  ed. Harmut Fladt, 3 voll., Mainz (Schott) 1981/1982/1983.

## 外部連結
- 尼伯龙根的指环：国际乐谱典藏计划上的乐谱